# Хулан Ерги
Хулан Ерги (富拉尔基) град је Кини у покрајини Хејлунгђанг. Према процени из 2009. у граду је живело 254.936 становника.

## Становништво
Према процени, у граду је 2009. живело 254.936 становника.
| 1990.   | 2000.   | 2009    |
| ------- | ------- | ------- |
| 275.535 | 270.683 | 254.936 |